# Baeodromus senecionis
Baeodromus senecionis är en svampart som beskrevs av P. Syd. & Syd. 1915. Baeodromus senecionis ingår i släktet Baeodromus och familjen Pucciniosiraceae.   Inga underarter finns listade i Catalogue of Life.